# Der Fahnder
Der Fahnder ist eine Vorabend-Krimiserie der ARD. Die Serie wurde zwischen 1983 und 2001 in mehreren Staffeln und mit größeren Unterbrechungen gedreht und im Ersten ausgestrahlt. Im Verlauf der Serie wechselte dreimal der Protagonist sowie auch häufiger dessen engere Nebenfiguren.

## Inhalt
Die erste Titelfigur der Serie war der Fahnder Faber. Der Vorname blieb weitgehend unerwähnt, nur ganz selten redete seine Freundin Susanne ihn mit seinem Vornamen Hannes an, zumeist nannte auch sie ihn Faber. Faber trug keine Uniform und überschritt auch häufiger die behördlichen Vorschriften. Fabers Dienstwagen war ein lindgrüner Ford Granada der ersten Serie, Stammkneipe das Lokal Treff seiner Lebensgefährtin. Während Fabers gesamter Zeit in der Serie war sein wichtigster Kollege und Mitstreiter der jüngere und weitaus mehr auf die Dienstvorschriften achtende Max Kühn. Mit dem Ausscheiden Fabers, der gemäß Handlung gemeinsam mit seiner Lebensgefährtin nach Irland auswanderte, verschwand ohne nähere Erläuterung auch Kühn aus der Serie. Beider Vorgesetzter war Hauptkommissar Norbert Rick, der als einzige Figur in der ganzen Serie erhalten blieb.
Nach dem Ausscheiden von Faber und Kühn rückte die bereits vorher nach und nach aufgewertete Figur Schatzschneider (anfänglich nur Otto), ein zunächst noch uniformierter Beamter zur Nummer zwei auf. Neue Titelfigur wurde der durch Versetzung ins Revier gekommene Thomas Becker.

## Schauplatz
Schauplatz war eine zunächst nicht näher bezeichnete, fiktive westdeutsche Großstadt mit dem damals nicht existierenden Kfz-Kennzeichen G. Nach der Deutschen Wiedervereinigung 1990 – und damit der Vergabe des Autokennzeichens G an Gera – änderte man das Kennzeichen in GX. Gedreht wurden die Folgen mit Klaus Wennemann und Jörg Schüttauf sämtlich in München, was allerdings bestmöglich unkenntlich gemacht wurde. So war nie erkennbar Dialekt oder eine Sprachfärbung zu hören, und es wurde konsequent vermieden, bekannte Münchener Bauwerke ins Bild zu setzen oder auch nur im Hintergrund erkennen zu lassen. Im Bildhintergrund fuhren jedoch des Öfteren weiß-blaue Straßenbahn-Züge (Tram) oder Stadtbusse, die es nur im Raum München gab, und in der Folge 11, Phantom Isabelle, flieht ein Verdächtiger mit der Münchener U-Bahn; Fahrzeugtyp A, Bahnhof Implerstraße ist deutlich zu lesen. Außerdem waren in manchen Folgen Autos mit Münchner Kennzeichen zu sehen. Ferner deuten Hersteller-Schilder von beispielsweise Hotel-Fahrstühlen auf Münchner Herkunft hin. Auch die ländlichen Drehorte außerhalb der Stadt lagen meist in Südbayern (wie Moosburg an der Isar). Ein weiterer Hinweis, zumindest auf Bayern, waren die charakteristischen grünen „Bauchbinden“ auf den Polizeifahrzeugen, die nur in Bayern verwendet wurden. Ferner sind die Polizeiuniformen wegen der etwas abweichenden Mützenform Bayern zuzuordnen. In Folge 5 wird bei einem Ausflug Fabers mit Susanne die Telefonvorwahl 0521 genannt, die zu Bielefeld gehört. In der Folge 58 ist ein Polizeihubschrauber zu sehen, der das Landeswappen von Bayern trägt. In Folge 72 zückt Max Kühn seine Visitenkarte mit der Anschrift „Domagkstr. 50, 9000 G-Burg 12“. Die Postleitzahl 9000 war im vierstelligen Postleitzahlensystem nicht vergeben und für den Fall eines geeinten Deutschlands für eine Großstadt in der damaligen DDR reserviert. In Folge 162 ist auf einem Observierungs-Transporter ein abermals fiktiver Ort namens Gleixen zu lesen, was zu GX passen würde. Auch in späteren Folgen ist ab und zu namentlich von Gleixen die Rede.
Ab 1998 (Einstieg von Michael Lesch) wurde im Raum Köln gedreht, doch wie zuvor wurde die Stadt nicht benannt oder erkennbar dargestellt. Der überdimensionale Stadtplan, der in der ersten Staffel in Fabers Büro zu sehen war, zeigte die Stadt Hannover. In den späteren Staffeln war dagegen ein Stadtplan von Bochum zu sehen.
Die Wappen, die auf Ärmelabzeichen und Fahrzeugen gezeigt werden, stimmen mit keinem Bundesland überein.
Teilweise wurden identische Kennzeichen an verschiedenen Autos verwendet, wohl um Kosten zu sparen. So taucht zum Beispiel in der ersten Folge, Die schwarzen Engel, das Kennzeichen G-XM 2219 an einem parkenden Golf und wenig später an einem wegfahrenden Mercedes auf.

## Ausstrahlung
Die 13 Folgen der letzten Staffel wurden 2001 gedreht und für Jahre ins Archiv verbannt, weil der Seriensendeplatz am Vorabend abgeschafft wurde. Sie wurden erst von Mai bis August 2005 ausgestrahlt, allerdings montags zur Hauptsendezeit.
Die Folge Baal (Regie Dominik Graf), in der Faber als eine Art vorbeugenden Selbstschutz einen Kriminellen zusammenschlägt, lief erstmals am 28. Dezember 1992 – und auch nur im WDR.

## Veröffentlichungen
Romane zur Serie schrieben unter anderem die Autoren Willi Voss, Wolfgang Schweiger und Wolfgang Hohlbein. Diese Werke sind nur noch antiquarisch erhältlich.
Die Serie wird seit 2006 auf DVD veröffentlicht. Die Staffeln mit Klaus Wennemann als Faber sind wie folgt im Handel erschienen:
- Die erste Staffel:  14. Dezember 2006
- Die zweite Staffel: 29. November 2007
- Die dritte Staffel: 26. Juni 2008
- Die vierte Staffel: 5. März 2009
- Die fünfte Staffel: 9. April 2009

Die Staffeln mit Jörg Schüttauf als Thomas Becker sind wie folgt im Handel erschienen:
- Die sechste Staffel: Bei Pidax erhältlich (1. März 2020) und im Handel ab 7. August 2020.

## Liste der Folgen
| 1. Staffel                                         |
| -------------------------------------------------- |
| 01 Die schwarzen Engel (3. Oktober 1985)           |
| 02 Liebe macht blind (10. Oktober 1985)            |
| 03 Ein Toter läuft Amok (17. Oktober 1985)         |
| 04 Eine Beute kriegt Beine (24. Oktober 1985)      |
| 05 S.O.S. am Sonntag (31. Oktober 1985)            |
| 06 Der Dichter vom Bahnhof (7. November 1985)      |
| 07 Eine Tasche voller Geld (14. November 1985)     |
| 08 Verraten und verkauft (21. November 1985)       |
| 09 In unseren Kreisen (28. November 1985)          |
| 10 Drei Buben mit Dame (5. Dezember 1985)          |
| 11 Phantom Isabelle (12. Dezember 1985)            |
| 12 Freispiel für Klimmek (19. Dezember 1985)       |
| 13 Lauter gute Freunde (2. Januar 1986)            |
| 14 Cop Conny (9. Januar 1986)                      |
| 15 Hitzewelle (16. Januar 1986)                    |
| 16 Jackpot (23. Januar 1986)                       |
| 17 Sperrstunde (30. Januar 1986)                   |
| 18 Die Frau des Polizisten (6. Februar 1986)       |
| 19 Wo die Kanonen blühn (13. Februar 1986)         |
| 20 Bis daß der Tod uns scheidet (20. Februar 1986) |
| 21 Theos letzte Chance (27. Februar 1986)          |
| 22 Totes Rennen (6. März 1986)                     |
| 23 Der Plan eines Profis (13. März 1986)           |
| 24 Lydia (20. März 1986)                           |
| 25 Auf eigene Faust (27. März 1986)                |
| 26 Der Parasit (3. April 1986)                     |
| 27 Kettenreaktion (10. April 1986)                 |
| 28 Ein König ohne Reich (17. April 1986)           |

| 2. Staffel                                               |
| -------------------------------------------------------- |
| 29 Im Zwielicht (Pilotfilm/Doppelfolge) (3. Januar 1988) |
| 30 Der kleine Bruder (4. Januar 1988)                    |
| 31 Über dem Abgrund (11. Januar 1988)                    |
| 32 Glückliche Zeiten (18. Januar 1988)                   |
| 33 Der Favorit (25. Januar 1988)                         |
| 34 Drücker (1. Februar 1988)                             |
| 35 Kollegentausch (8. Februar 1988)                      |
| 36 Intriganten (15. August 1988)                         |
| 37 Tommys großer Coup (22. Februar 1988)                 |
| 38 Karasek (29. Februar 1988)                            |
| 39 Karl der Große (7. März 1988)                         |
| 40 Der Zeuge (14. März 1988)                             |
| 41 Der Clan (21. März 1988)                              |
| 42 Kalte Fracht (28. März 1988)                          |
| 43 Alleingang (11. April 1988)                           |
| 44 Nordend (18. April 1988)                              |
| 45 König der Verlierer (25. April 1988)                  |
| 46 Ernst kommt raus (2. Mai 1988)                        |
| 47 Hendriks Alleingang (9. Mai 1988)                     |
| 48 Dieb ohne Beute (16. Mai 1988)                        |
| 49 Familienbande (30. Mai 1988)                          |
| 50 Der Fighter (6. Juni 1988)                            |
| 51 Tag der offenen Tür (13. Juni 1988)                   |

| 3. Staffel                                 |
| ------------------------------------------ |
| 52 Abstellgleis (1. Oktober 1990)          |
| 53 Schmutzige Geschäfte (8. Oktober 1990)  |
| 54 Urlaub (15. Oktober 1990)               |
| 55 Romeo (22. Oktober 1990)                |
| 56 Puppe, Atze, Keule (29. Oktober 1990)   |
| 57 Nebenjob (5. November 1990)             |
| 58 Ottos Alptraum (12. November 1990)      |
| 59 Karriere (19. November 1990)            |
| 60 Comeback (26. November 1990)            |
| 61 Der zweite Zeuge (3. Dezember 1990)     |
| 62 Carolas Vermächtnis (10. Dezember 1990) |
| 63 Das schwarze Schaf (17. Dezember 1990)  |

| 4. Staffel                                   |
| -------------------------------------------- |
| 64 Ausermittelt (19. November 1991)          |
| 65 Tauschgeschäfte (26. November 1991)       |
| 66 Alte Kameraden (3. Dezember 1991)         |
| 67 Zwei Schlüssel (10. Dezember 1991)        |
| 68 Kleine Fische (17. Dezember 1991)         |
| 69 Mikado (7. Januar 1992)                   |
| 70 Hallo Paula (14. Januar 1992)             |
| 71 Betriebsgeheimnis (21. Januar 1992)       |
| 72 Zwischen den Stühlen (28. Januar 1992)    |
| 73 Endstation (4. Februar 1992)              |
| 74 Nachtschicht (25. Februar 1992)           |
| 75 Tim (3. März 1992)                        |
| 76 Endspiel (10. März 1992)                  |
| 77 Das Versprechen (17. März 1992)           |
| 78 Bis ans Ende der Nacht (24. März 1992)    |
| 79 Cora (31. März 1992)                      |
| 80 Der vierte Mann (7. April 1992)           |
| 81 Das linkshändige Phantom (14. April 1992) |
| 82 Baal (28. Dezember 1992)                  |

| 5. Staffel                                 |
| ------------------------------------------ |
| 83 Vaterliebe (4. November 1993)           |
| 84 Eine Landpartie (11. November 1993)     |
| 85 Auf eigene Rechnung (18. November 1993) |
| 86 Bosporus-Blues (25. November 1993)      |
| 87 Manuel (2. Dezember 1993)               |
| 88 Verhör am Sonntag (9. Dezember 1993)    |
| 89 Blumen für Halle (16. Dezember 1993)    |
| 90 Nachtwache (23. Dezember 1993)          |
| 91 Schnee von gestern (30. Dezember 1993)  |

| Staffel 6                  |
| -------------------------- |
| 92 Der Neue                |
| 93 Einer für alle          |
| 94 Sascha                  |
| 95 Hasta la vista          |
| 96 Liebestod               |
| 97 Unter Verdacht          |
| 98 Blutbilder              |
| 99 Der Traumtänzer         |
| 100 Solos Bluff            |
| 101 Wer einmal lügt        |
| 102 Ottos große Liebe      |
| 103 Der Wiener             |
| 104 Radio                  |
| 105 Alte Freunde           |
| 106 Picknick am See        |
| 107 Chefsache              |
| 108 Ein schlimmer Verdacht |
| 109 Gewissenlos            |
| 110 Amigos                 |
| 111 Geschwisterliebe       |

| Staffel 7                      |
| ------------------------------ |
| 112 Kinderspiel                |
| 113 Ein Maulwurf               |
| 114 Blutspur                   |
| 115 Die Kündigung              |
| 116 Die Tochter des Polizisten |
| 117 Der Weihnachtsmann ist tot |
| 118 Ganz in weiß               |
| 119 Sprinter                   |
| 120 Fuß in der Tür             |
| 121 Verbrannt                  |
| 122 Ganovenehre                |
| 123 Post für Mike              |
| 124 Jäger und Gejagte          |
| 125 Klassentreffen             |
| 126 Bobby Gilles               |
| 127 Hütchenspiel               |
| 128 Lebensabend                |
| 129 Ohne Ausweg                |
| 130 Bleichgesicht              |
| 131 Vaterfreuden               |
| 132 Speedy in Schwierigkeiten  |
| 133 Rumpi Menden               |
| 134 Rebeccas Vater             |
| 135 Gefahr für Becker          |
| 136 Ein Toter in flagranti     |
| 137 Beckers letzter Fall       |

| Staffel 8                            |
| ------------------------------------ |
| 138 Bandenkrieg                      |
| 139 Das Mädchen mit den roten Haaren |
| 140 Der Freund                       |
| 141 Foulspiel                        |
| 142 Direkt ins Herz                  |
| 143 Dumm gelaufen                    |
| 144 Mord im Parkhaus                 |
| 145 Ausgeliefert                     |
| 146 Eine Nummer zu groß              |
| 147 Tangos Alibi                     |
| 148 Die einzige Zeugin               |
| 149 Blackout                         |
| 150 Hautnah                          |

| Staffel 9                  |
| -------------------------- |
| 151 Blutiges Geld          |
| 152 Gut oder Böse          |
| 153 Larissa                |
| 154 Verdammt lang her      |
| 155 Junior                 |
| 156 Auf Messers Schneide   |
| 157 Riemanns Mörder        |
| 158 Konnie unter Druck     |
| 159 Schwarzkampf           |
| 160 Auge um Auge           |
| 161 Heißkalte Leidenschaft |
| 162 Bogdan der Große       |
| 163 Geld oder Liebe        |

| Staffel 10                          |
| ----------------------------------- |
| 164 Aktion Giftmischer              |
| 165 Vaterliebe                      |
| 166 Falsches Spiel                  |
| 167 Bodyguard                       |
| 168 Kennedy                         |
| 169 Alles aus Liebe                 |
| 170 Das stumme Kind                 |
| 171 In der Falle                    |
| 172 Eine Spur von Liebe             |
| 173 Rien ne va plus                 |
| 174 Verführung                      |
| 175 Polen Connection                |
| 176 Bis in den Tod                  |
| 177 Katz und Maus                   |
| 178 Der verlorene Vater             |
| 179 Mord perfekt                    |
| 180 Alles Lüge                      |
| 181 Bewährung                       |
| 182 Girlfriends                     |
| 183 Seni Seviyorum – Ich liebe dich |
| 184 Schutzlos                       |
| 185 Eine Frage der Ehre             |
| 186 Ohmacht                         |
| 187 Rache und Geständnis            |
| 188 Mordverdacht                    |
| 189 Verschwörung                    |

| Staffel 11              |
| ----------------------- |
| 190 Freund und Helfer   |
| 191 Blindspur           |
| 192 Die Tote im Wald    |
| 193 Familienbild        |
| 194 Verrückt nach ihr   |
| 195 Zündstoff           |
| 196 Videobomber         |
| 197 Aus der Traum       |
| 198 Im Namen Gottes     |
| 199 Flucht in den Tod   |
| 200 Tod eines Strippers |
| 201 Fluchten            |
| 202 Luder               |

## Auszeichnungen
- 1989 Adolf-Grimme-Preis mit Bronze für Georg Feil (stellvertretend für das Urheberteam) und Klaus Wennemann (stellvertretend für das Schauspielerteam)
- 1989 Telegatto (italienischer Serien-Titel Faber l’investigatore)

Nominierung
- 2001 Deutscher Fernsehpreis Bester Schauspieler Serie Martin Lindow